# هرم بن سنان
هَرِم بنُ سِنَان المُرّي الذبياني أمير بني ذبيان وسيدهم (ولد: غ.م ـ توفي نحو 15 ق.هـ 608م) وعُدَّ واحداً من أجواد العرب وحنفائهم، وهو شقيق خارجة بن سنان.

## نسبه
- هَرِم بنُ سِنَان بنِ أبي حارثة بن مُرَّة بن نشبة بن غيظ بن مرة بن عَوْف بن ذبيان بن بغيض بن رَيْث بن غطفان بن سعد بن قيس عيلان بن مضر بن نزار بن معد بن عدنان

## سيرته
كان رئيس قومه (ذبيان) في الجاهلية، وعُدَّ واحداً من أجواد العرب؛ علماً أن قصته مع الشاعر المشهور زهير بن أبي سُلْمى مشهورة بين الناس في عصره وإلى يوم الناس هذا. فقد آلى على نفسه أنه لا يُسَلِّم عليه زهير إلا أعطاه: عبداً أو أمة أو فرساً أو بعيراً؛ فاستحيا زهير مما كان يقبل منه، فجعل يمرُّ بالجماعة فيهم هَرم فيقول: عِمُوا صباحاً غير هرم، وخيركم استثنيت.
سعى هرم بن سنان مع الحارث بن عوف، في الصلح بين عبس وذبيان، وتحمّلا ديات القتلى ونشرا السلام في غطفان، مما دعا زهير بن أبي سُلْمى ليمدح هذين العظيمين على ما قاما به من جهود لتوطيد دعائم السلم في الجزيرة العربية. وكان سنان أبو هرم سيد غطفان وماتت أمه وهي حامل به. وقالت: إذا أنا مت فشقوا بطني. فإن سيد غطفان فيه، فلما ماتت شقوا بطنها فاستخرجوا منه سنانا.
وقال زهير فيه من المدائح :
لعمري لنعم السيدان وجدتما على كل حالٍ من سحيلٍ ومبرمِ
تداركتما عبساً وذبيان بعدما تفانوا ودقوا بينهم عطر منشمِ